# Rolland-Pilain
Rolland-Pilain est un constructeur automobile français fondé en 1906, à Tours, par François Rolland, riche amateur, et Émile Pilain, mécanicien, originaire de Lyon.

## Histoire

### Création

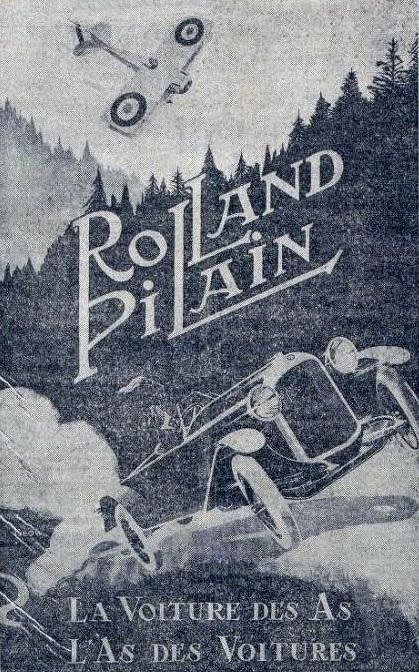
Publicité Rolland-Pilain de 1921.

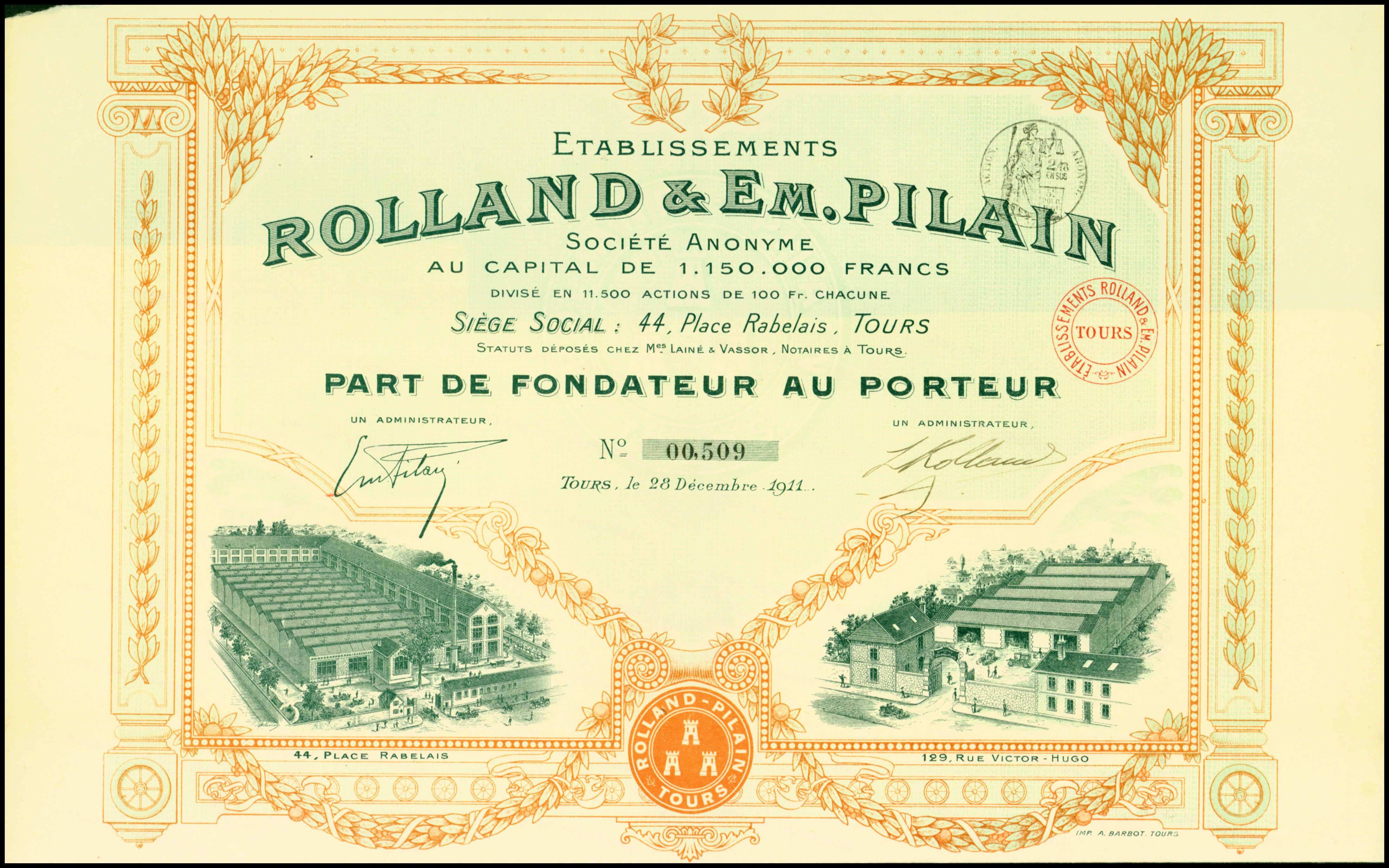
Part de Fondateur de l'Établ. Rolland & Em. Pilain S.A. en date du 28 décembre 1911.

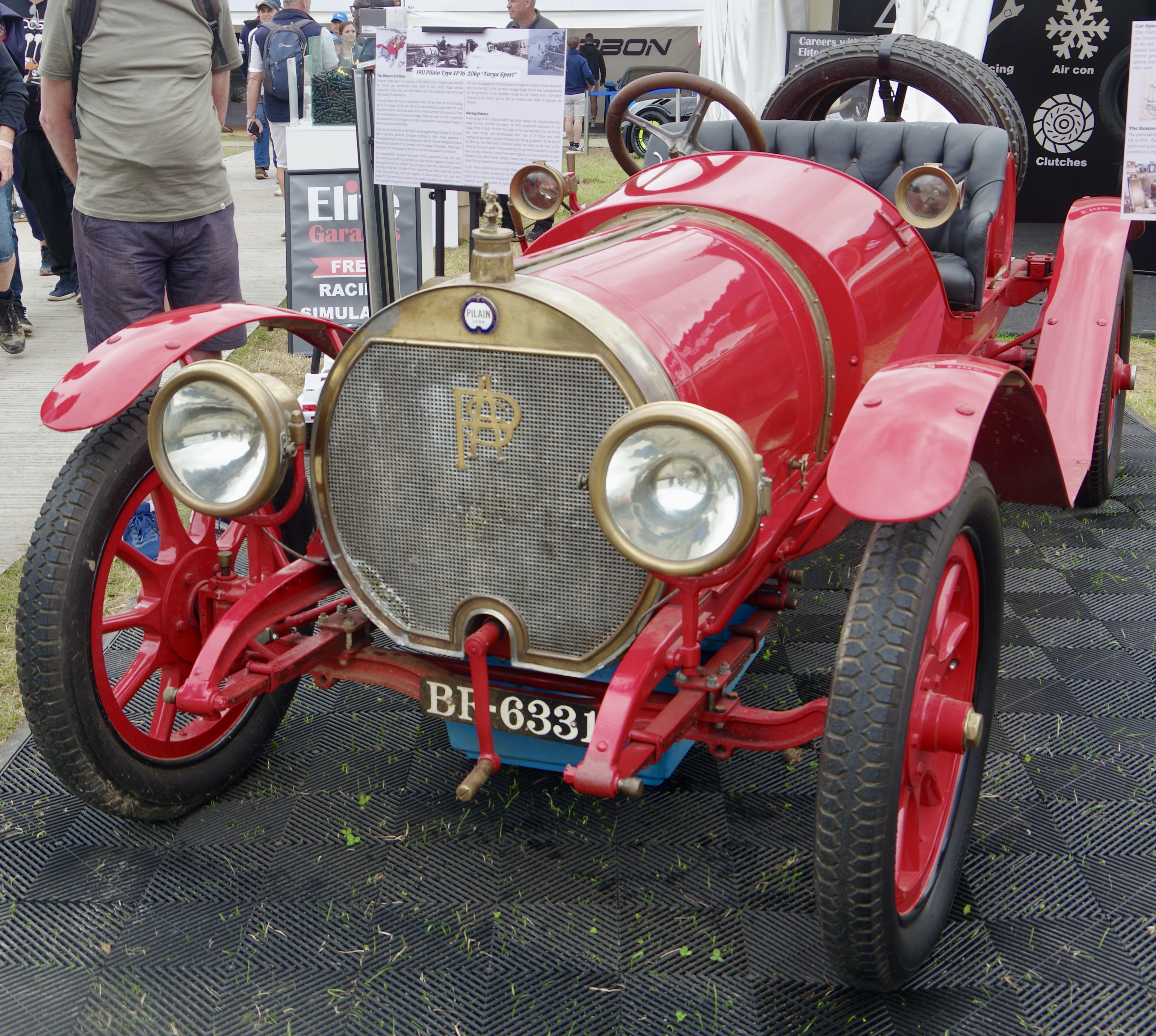
Pilain Type 4P Targa Sport 1911.

Le 4 novembre 1905, par acte reçu par Laisné, notaire à Tours, François Rolland et Émile Pilain constituent une société en nom collectif, dénommée « Rolland et Pilain », dont le siège est fixé au 95, rue Victor-Hugo, à Tours (futur no 129 en 1907), au capital de 40 000 francs. D'abord connue pour fabriquer et entretenir tous genres de cycles, la société se transforme en fabricant d'automobiles, en 1907.
Le 30 décembre 1909, par devant Laisné, le capital est porté à 525 000 francs, fourni par François Rolland, à hauteur de 500 000 francs, et par Émile Pilain, pour 25 000 francs. La gamme de voitures comprend 2 branches, compétition et tourisme, jusqu'à la disparition de la marque.
En 1911, la société s'installe 44, place Rabelais, à Tours. Par acte devant Laisné, du 21 mars 1911, la société en nom collectif se transforme en société anonyme, statut qu'elle conserve jusqu'à son rachat, en 1926.

### Les derniers instants

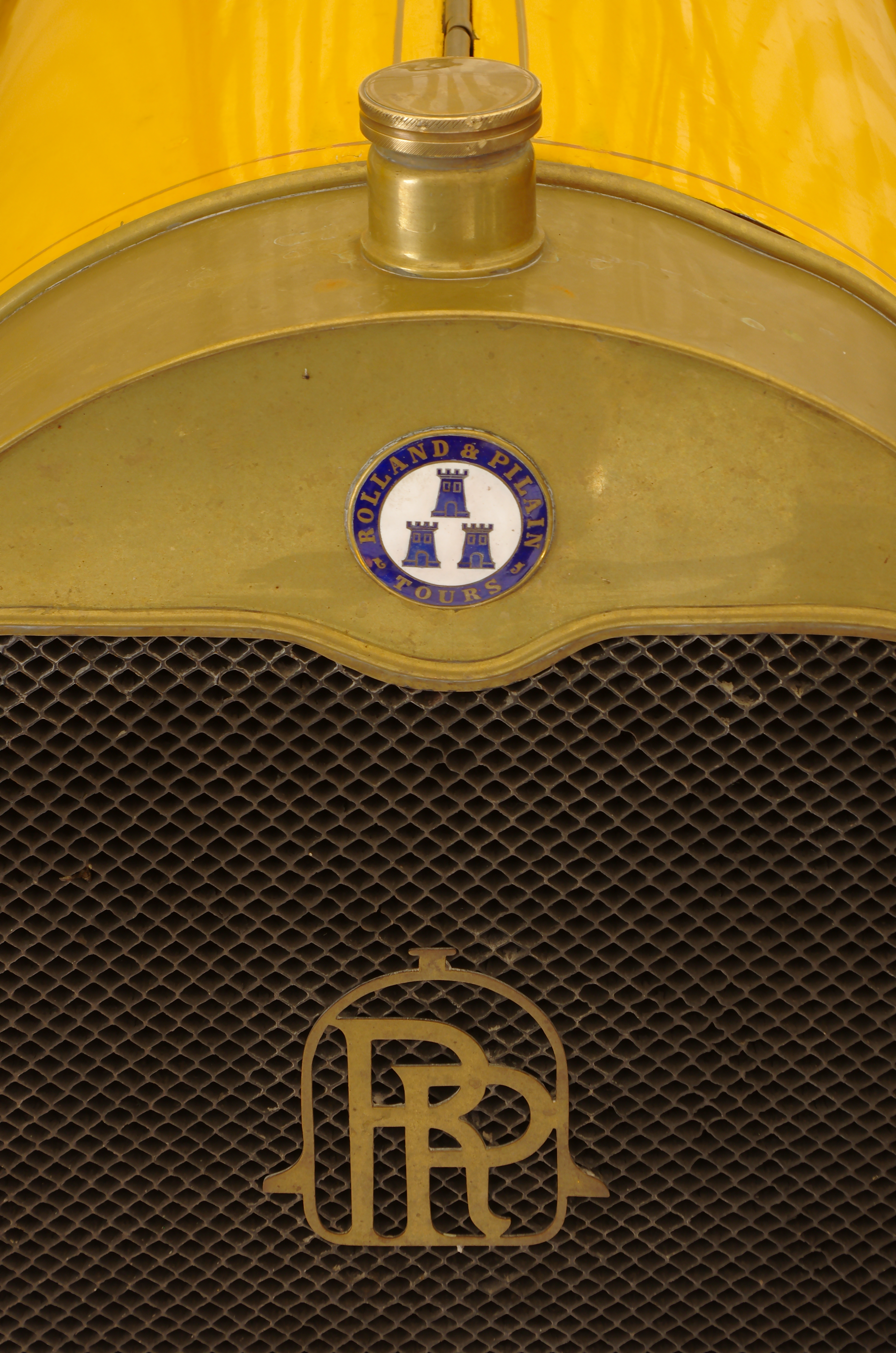
Monogramme de 1908.

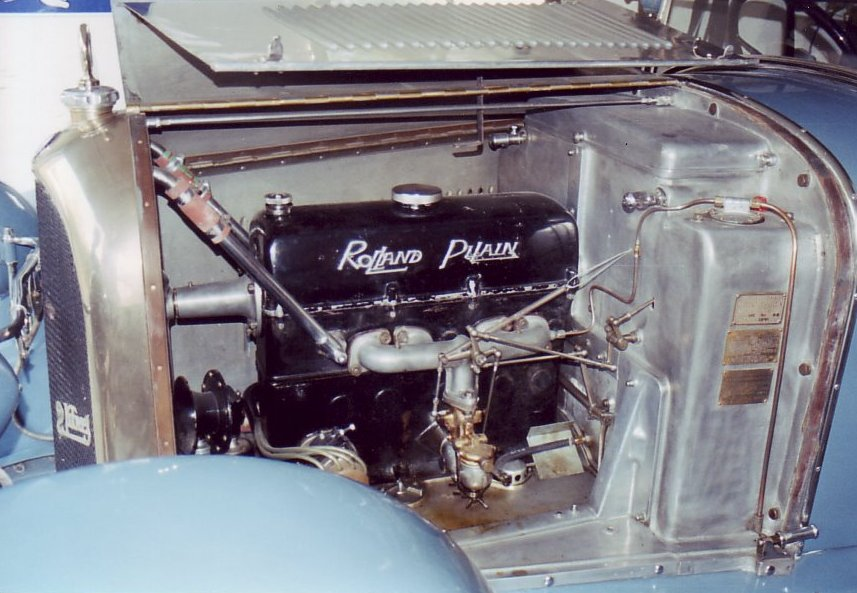
Le moteur 2 litres.

Précocement, en 1907, Lewis Strang alors en début de carrière termine deuxième des 2e des 10 miles de Brighton Beach, NY., sur Pilain 28 hp.

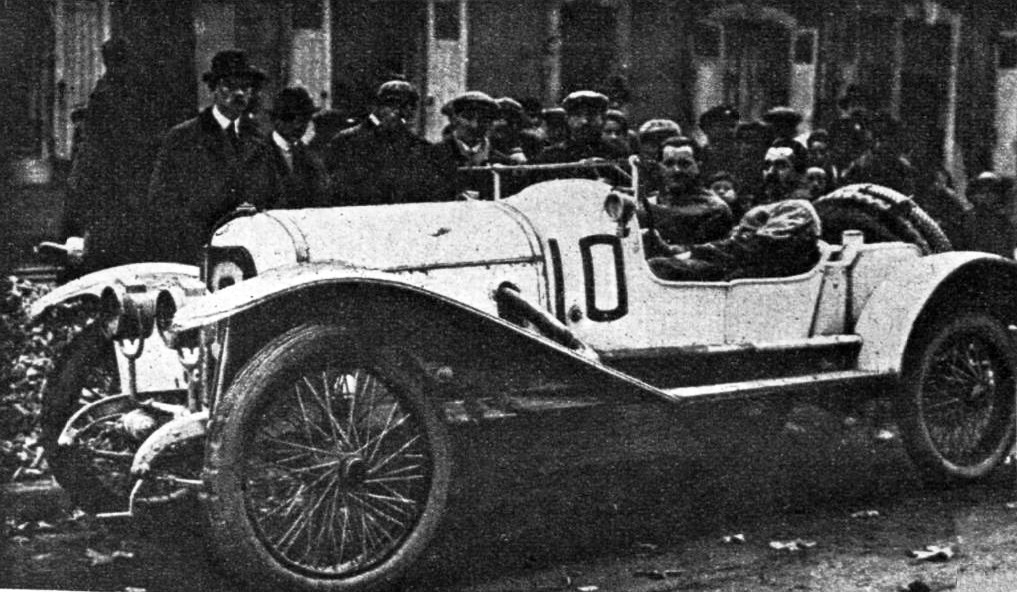
Joseph Sadi-Lecointe, vainqueur de l'épreuve de vitesse de la première des "Journées Léon Bollée" fin octobre 1920, au Meeting du Mans sur une Rolland-Pilain.

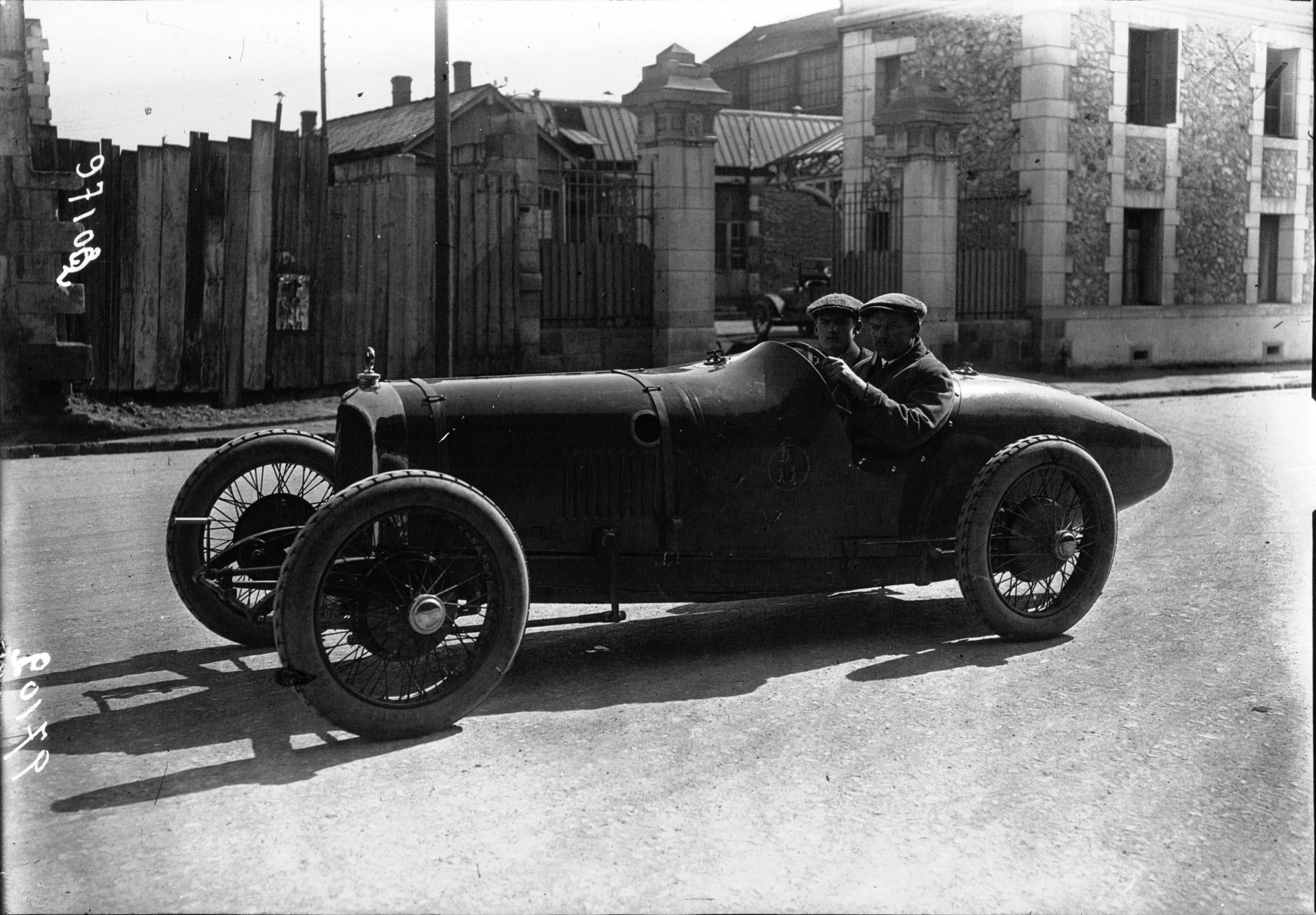
Victor Hémery sur Rolland-Pilain A22 lors du Grand prix de France 1922.

En sport automobile, Joseph Sadi-Lecointe remporte l'épreuve de vitesse de la première des « Journées Léon Bollée » fin octobre 1920, au Meeting du Mans sur Rolland-Pilain.
En 1921, ce même pilote gagne le Prix des Touristes lors du Grand Prix automobile de la Corse.
Au Salon de l'automobile de Paris, fin 1923, la marque Rolland-Pilain présente le modèle C 23, surnommé la « 2 litres », qui fut fabriqué de 1924 à 1927. Cette voiture est équipée d'un moteur à arbre à cames en tête de 1 997 cm3.
En 1924, une « 2 litres » établit le record français des 24 heures sur le circuit de Montlhéry, à 104 km/h de moyenne, et l'équipage Guignard/Delalande obtient une sixième place aux 24 Heures du Mans, le meilleur classement du constructeur en cinq années de présence consécutives à compter de 1923. Une Rolland-Pilain « C 23 Super Sport » se classe encore 7e aux 24 Heures du Mans 1925, parcourant plus de 2 000 km. Aux 24 Heures du Mans 1926, une « C 23 » se classe aussi 7e, avec, elle aussi, plus de 2 000 km. En 1927, toutes les Rolland-Pilain au départ du Rallye de Monte Carlo se retrouvent à l'arrivée. Enfin entre 1924 et 1925, la Mission Tranin-Duverne traverse pour la première fois l'Afrique d'ouest en est avec deux voitures de série 10 CV, en cinq mois.
Malgré tous ces exploits et succès sportifs, les finances viennent à manquer. La « 2 litres C 23 » revient très cher à fabriquer. En 1926, François Rolland doit céder le contrôle de l'usine tourangelle à d'autres actionnaires. En 1927, l'usine part de Tours et s'installe à Courbevoie, 15, rue de Normandie.
La société Rolland-Pilain arrête sa production en 1927, malgré des raids à travers l'Afrique ou l'Asie, des participations aux Grands Prix, aux 24 Heures du Mans, des records de vitesse à Monthléry, des triomphes dans les concours d'élégance les plus prestigieux, des innovations techniques…

### Au Cinéma
Bien que certains critiques de cinéma évoquent parfois une Bugatti, c'est bien une Rolland-Pilain 2 litres Grand Prix -identifiable à la forme du radiateur, qui diffère nettement du « fer à cheval » des Bugatti- qui apparaît dans le très avant-gardiste film de Marcel L'Herbier L'Inhumaine, chef d’œuvre du muet et véritable manifeste cinématographique du style Art déco. L'amoureux éconduit de l'héroïne du titre (incarnée par Georgette Leblanc), le trop sensible ingénieur Einar Norsen (Jaque-Catelain) pilote à tombeau ouvert cette voiture de course (carrossée avec une pointe Bordino) sur les routes du Vexin, entre Mantes et Rouen et ce bolide, un des plus performants de l'époque, devient l'instrument de son suicide.

### Liens externes

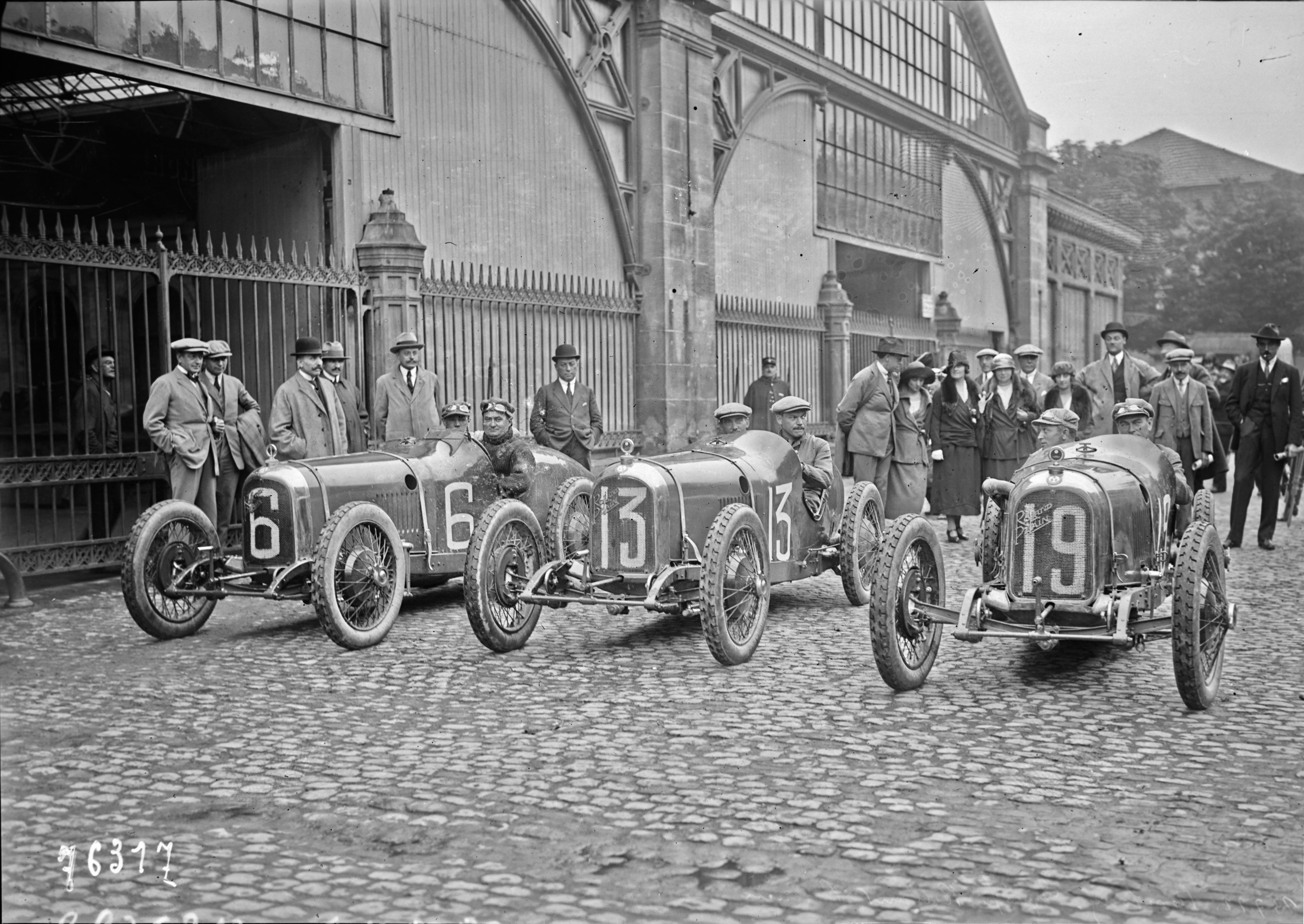
Le team Rolland-Pilain au Grand prix de France 1922.

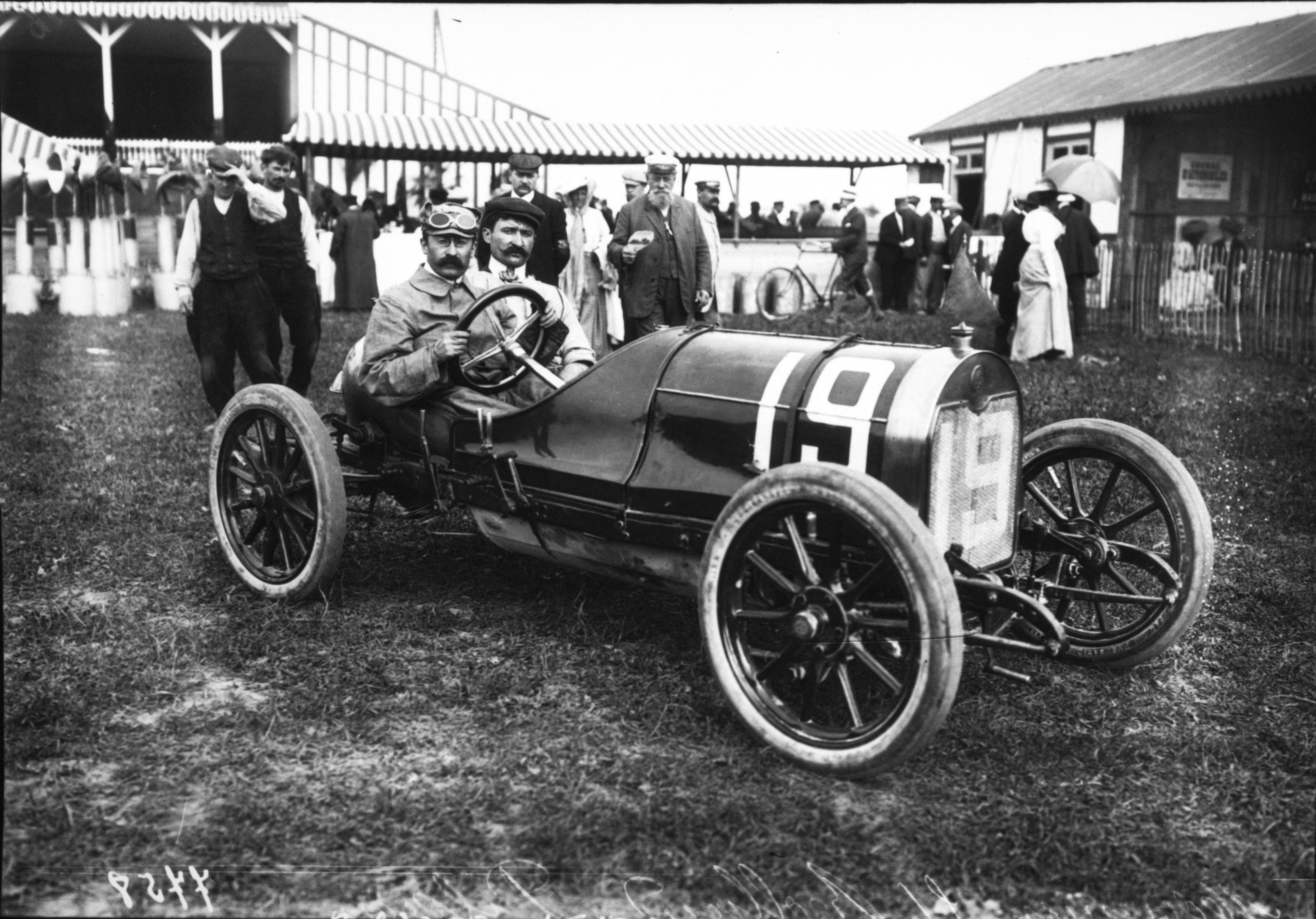
Émile Pilain sur sa Rolland-Pilain au Grand Prix de France 1908, à Dieppe.